# Museo degli strumenti musicali dell'Università di Lipsia
Il Museo degli strumenti musicali dell'Università di Lipsia (in tedesco Museum für Musikinstrumente der Universität Leipzig) si trova vicino al centro della città tedesca di Lipsia, in Johannisplatz; insieme ad altri due musei (museo etnografico - Museum für Völkerkunde - e museo delle arti applicate - Museum für angewandte Kunst), costituisce il Museo Grassi.
Il museo è incluso nel Blaubuch (Libro Blu) del Governo federale della Germania, come importante sito culturale.

## Storia
La storia della collezione del museo risale al 1886, quando l'editore e collezionista Paul de Wit aprì un museo di strumenti nell'edificio Bosehaus. Alcuni anni dopo la sua collezione passò nelle mani dell'uomo d'affari Wilhelm Heyer. Nel 1913 creò il suo museo, il Musikhistorisches Museum Wilhelm Heyer.
Nel 1926 l'Università di Lipsia acquisì la collezione Heyer attraverso donazioni private e pubbliche e la installò nell'ala nord del nuovo Museo Grassi, inaugurato il 30 maggio 1929.
La notte di 3 dicembre 1943, l'edificio fu distrutto da un incendio in seguito ad un attacco aereo durante la Seconda Guerra Mondiale. Durante l'incidente i pianoforti di Ibach andarono perduti, così come la biblioteca e gli archivi. Altre parti della collezione sono scomparse a causa di cattive pratiche di conservazione e di furti. La ricostruzione del museo iniziò negli anni '50.

## Descrizione
Il museo fa parte delle strutture didattiche e di ricerca dell'Università di Lipsia. I visitatori possono suonare alcuni strumenti esposti al Klanglabor (laboratorio del suono).
Possiede una delle collezioni di strumenti musicali più importanti d'Europa, insieme a quelle del Museo degli Strumenti Musicali di Bruxelles e del Museo della Musica di Parigi; questa collezione riunisce circa diecimila oggetti, appartenenti alle precedenti collezioni di Wilhelm Heyer, Paul de Wit, Wilhelm Rück, Alessandro Kraus, Rudolph Ibach e Christian Hammer, tra cui strumenti notevoli, come il più antico clavicordo (datato 1543) e il primo fortepiano in registro, del 1726.
Gli oggetti musicali sono in parte europei e di altre provenienze, nonché oggetti relativi alla musica rinascimentale, del periodo barocco e del tempo di Bach durante la sua vita a Lipsia.